# منتج ذو أولوية
المنتج ذو الأولوية هو مصطلح يستخدم في سياق إدارة النفايات ومسؤولية المنتج الممتدة، ويشير إلى المنتجات التي يمكن ان تُسبب ضررًا بيئيًا كبيرًا في حال لم تتم إدارتها بطريقة سليمة.
تعرف وكالة حماية البيئة الأمريكية عناصر مثل الإلكترونيات والمنتجات التي تحتوي على الزئبق والبطاريات والمنتجات الطبية والسجاد والتعبئة والتغليف بأنها منتجات ذات أولوية.

## التعريف القانوني في نيوزيلندا
المنتج ذو الأولوية هو مصطلح محدد تم تعريفه في قانون الحد من النفايات في نيوزيلندا لعام 2008 بأنه المنتج الذي يمكن أن يسبب ضررًا بيئيًا كبيرًا، وسوف يستفيد من إعادة الاستخدام أو إعادة التدوير ويمكن إدارته بموجب مخطط إدارة المنتج.